# Esmé Stollenga
Esmé Stollenga (15 mei 1995) is een Nederlands langebaanschaatsster namens Gewest Fryslân. Ze woont in Groningen.

## Biografie
Stollenga studeerde verpleegkunde aan de Hanzehogeschool Groningen. Ze had lange tijd last van een rugblessure, waaraan ze werd geopereerd. Hierbij werden vier schroeven geplaatst, maar die braken af tijdens een val bij een training als C-juniore in 2011. In 2016 behaalde ze als debutante de Utrecht City Bokaal voor onder andere Lotte van Beek. Tot 2018 kwam ze uit voor gewest Groningen/Drenthe. In november 2018 plaatste ze zich als 23-jarige voor twee World Cup-wedstrijden in Japan. In 2021 won ze de IJsselcup en op 11 december 2022 won ze voor de tweede keer de Utrecht City Bokaal.

## Persoonlijke records[3]
| Afstand    | Tijd    | Datum            | Baan       |
| ---------- | ------- | ---------------- | ---------- |
| 500 meter  | 37,92   | 28 december 2021 | Heerenveen |
| 1000 meter | 1.15,70 | 31 oktober 2021  | Heerenveen |
| 1500 meter | 2.05,01 | 2 oktober 2016   | Inzell     |
| 3000 meter | 4.41,17 | 2 januari 2016   | Heerenveen |

## Resultaten
| Jaar | NK Afstanden       | NK Sprint |
| ---- | ------------------ | --------- |
| 2017 | 12e 500m 10e 1000m | 12e       |
|      |                    |           |
| 2019 | 9e 500m            | 9e        |
| 2020 | 17e 1000m          | 13e       |
| 2021 | 7e 500m 15e 1000m  | 12e       |
| 2022 | 11e 500m 13e 1000m | 7e        |
| 2023 | 9e 500m 9e 1000m   | 9e        |

(#, #, #, #) = afstandspositie op sprinttoernooi (500m, 1000m, 500m, 1000m).